# Борку
Борку́ (фр. Borkou, араб. بوركو‎) — регион в Республике Чад. Административный центр — город Фая-Ларжо. Площадь — 241 000 км², население — 97 251 человек (2009 год).
В местонахождении Коро Торо на территории древнего речного русла Бахр-эль-Газаль в 1995 году французским палеонтологом Мишелем Бруне были обнаружены ископаемые остатки неизвестного гоминида, получившего название австралопитек бахр-эль-газальский.

## География
Регион Борку находится на севере Чада. На востоке граничит с регионом Эннеди, на юге с регионами Вади-Фера и Батха, Бахр-эль-Газаль, Канем, на западе — с регионом Тибести и Нигером, на севере с Ливией.

## История
Образован на территории бывшего региона Борку-Эннеди-Тибести 19 февраля 2008 года.

## Административное деление
В административном отношении регион Борку делится на два департамента, Борку и Борку-Яла, а также на 4 супрефектуры — Файя-Ларжо и Куба-Оланга (обе — в департаменте Борку), и Кирдими и Ярда (обе — в департаменте Борку-Яла).

## Населённые пункты
- Амуль
- Аози
- Бесеме
- Гумёр
- Гуро
- Кеме
- Керкереданга
- Коро-Торо
- Куркур
- Со
- Таоланга
- Торшанга
- Тиоро
- Ури